# Romulea

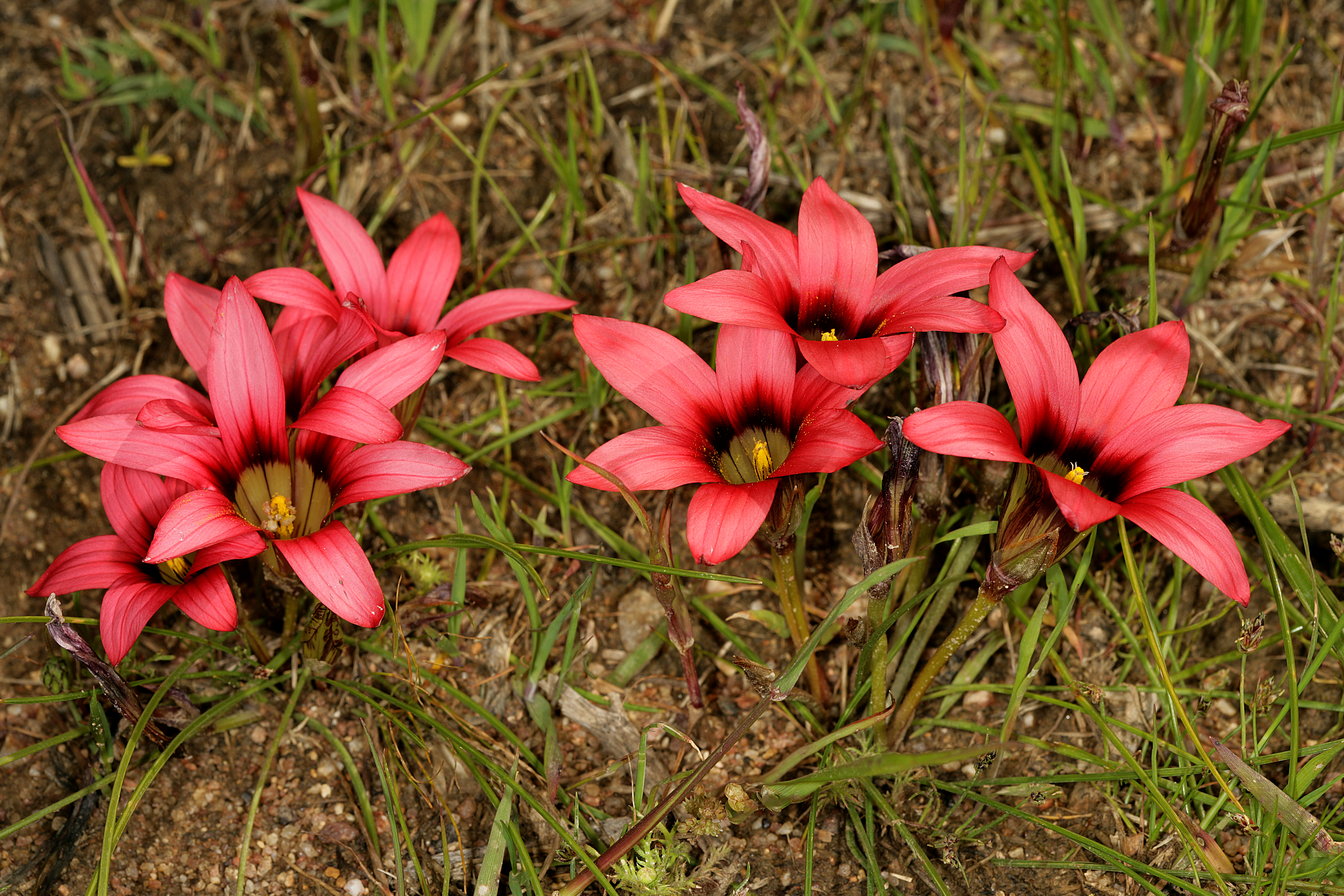
Romulea eximia

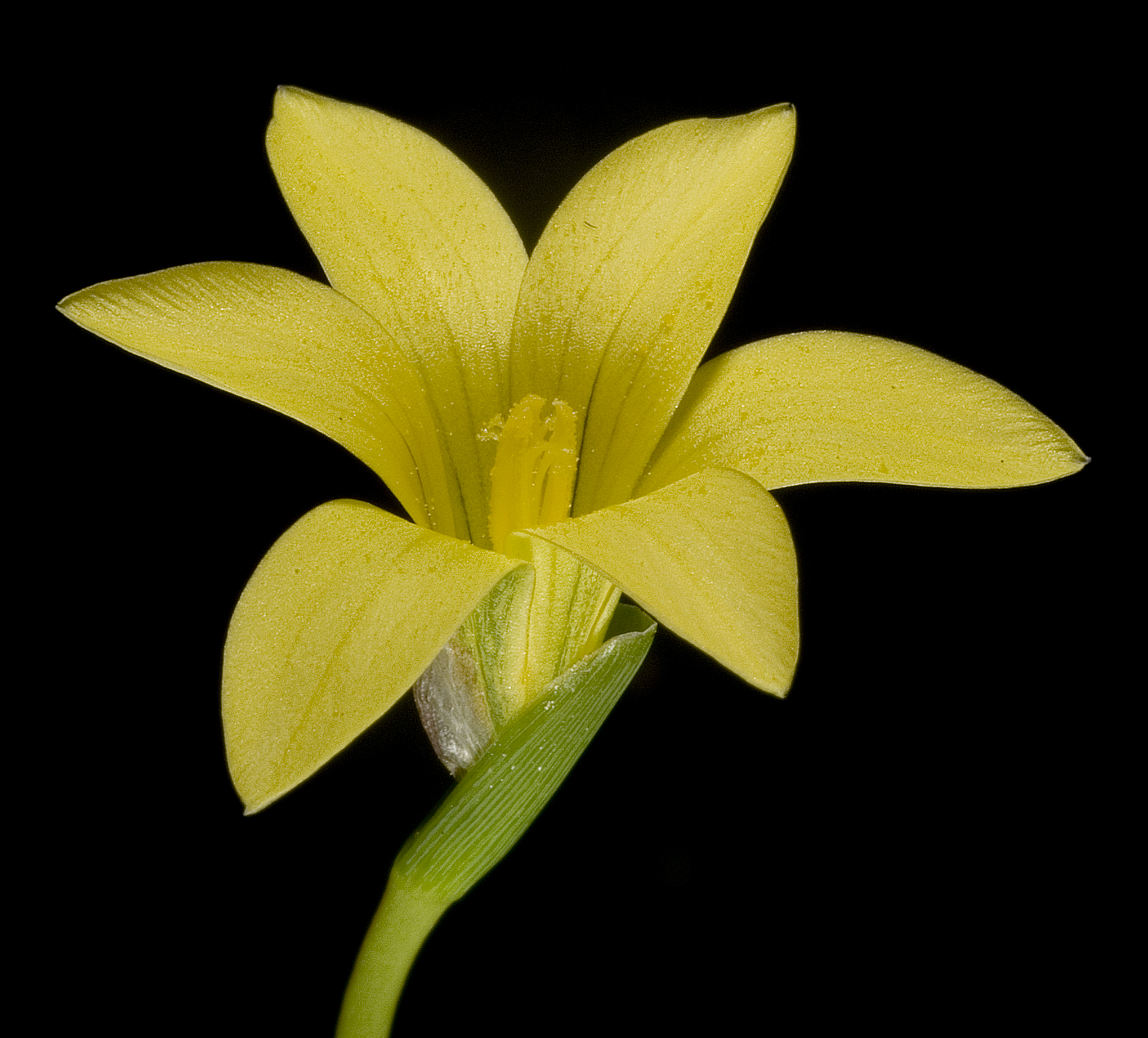
Romulea flava var. minor

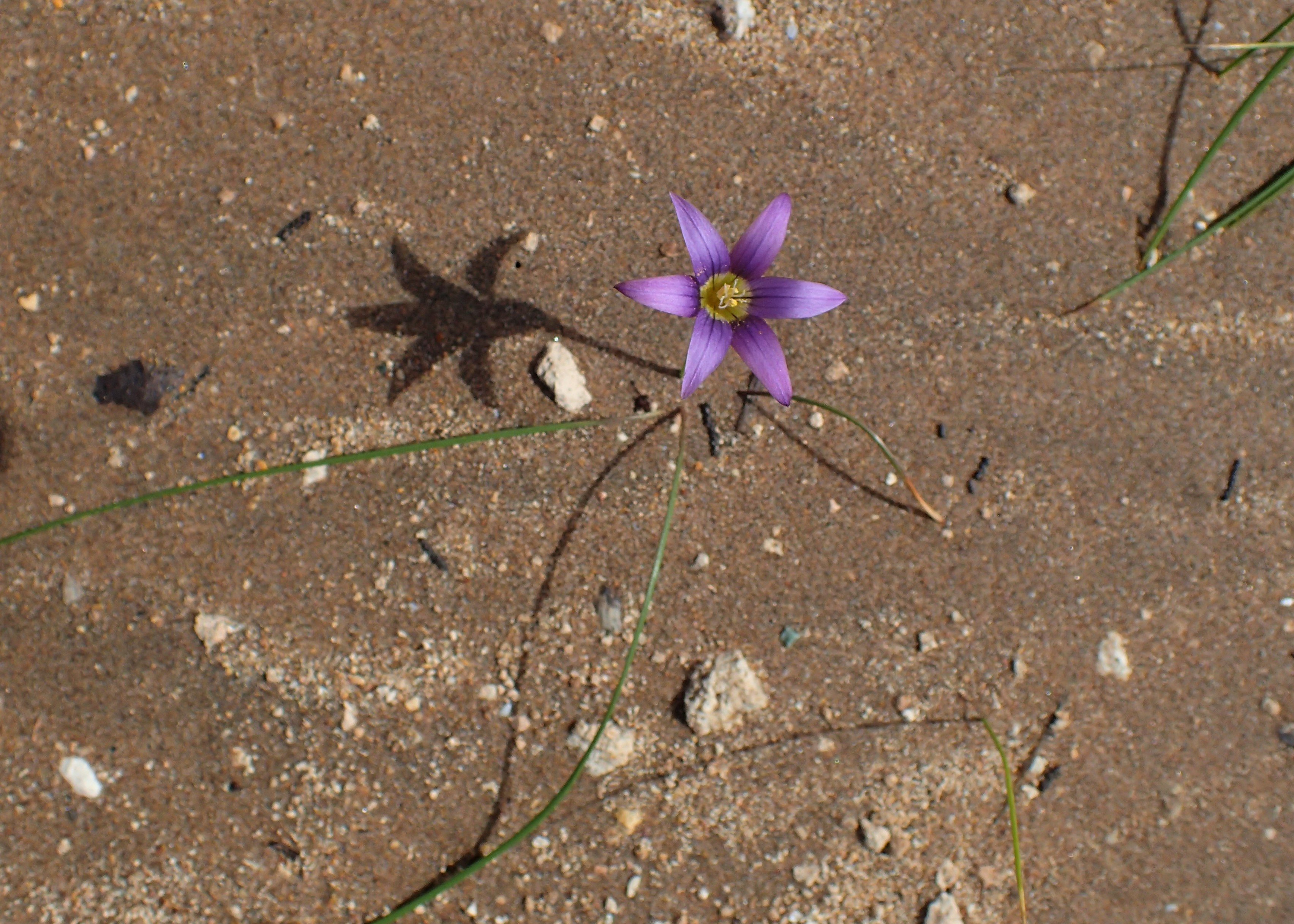
Romulea engleri w Maroku

Romulea – rodzaj roślin należący do rodziny kosaćcowatych (Iridaceae). Obejmuje około 95–109 gatunków. Większość przedstawicieli rodzaju (83 gatunki) rośnie w Afryce Południowej, pozostałe występują na obszarach górskich Afryki Wschodniej, na Sokotrze i w obszarze śródziemnomorskim oraz w Europie Zachodniej sięgając na północy po południowo-zachodnią Anglię (w Europie rośnie w sumie 8 gatunków). Rośliny te występują w miejscach suchych, piaszczystych i trawiastych. Nie są wymagające w uprawie, a niektóre, zwłaszcza południowoafrykańskie gatunki mają efektowne kwiaty. Niektóre gatunki uprawiane jako ozdobne rozprzestrzeniają się jako inwazyjne np. R. rosea w Australii i na Wyspie Świętej Heleny.

## Morfologia

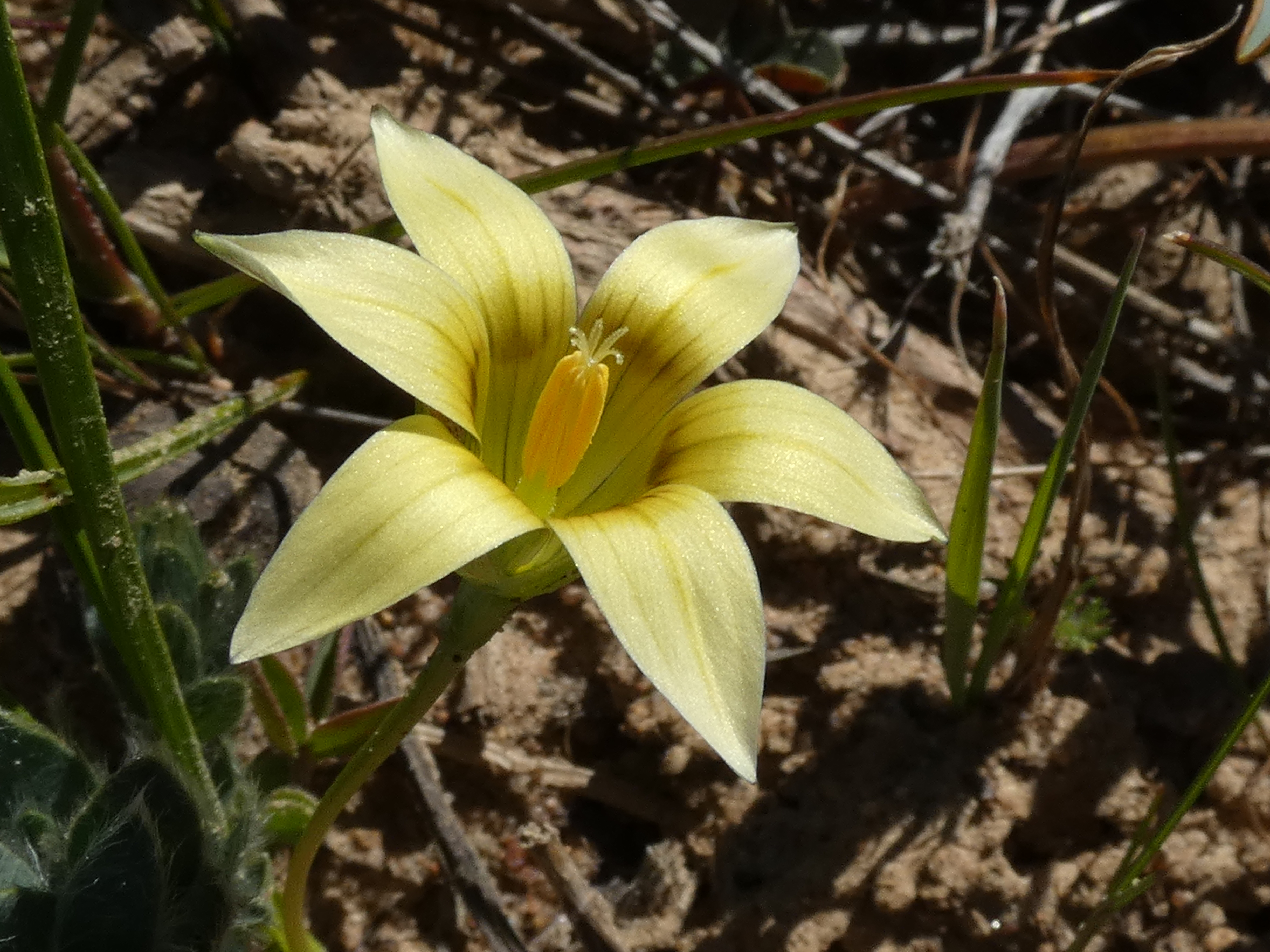
Romulea hirta

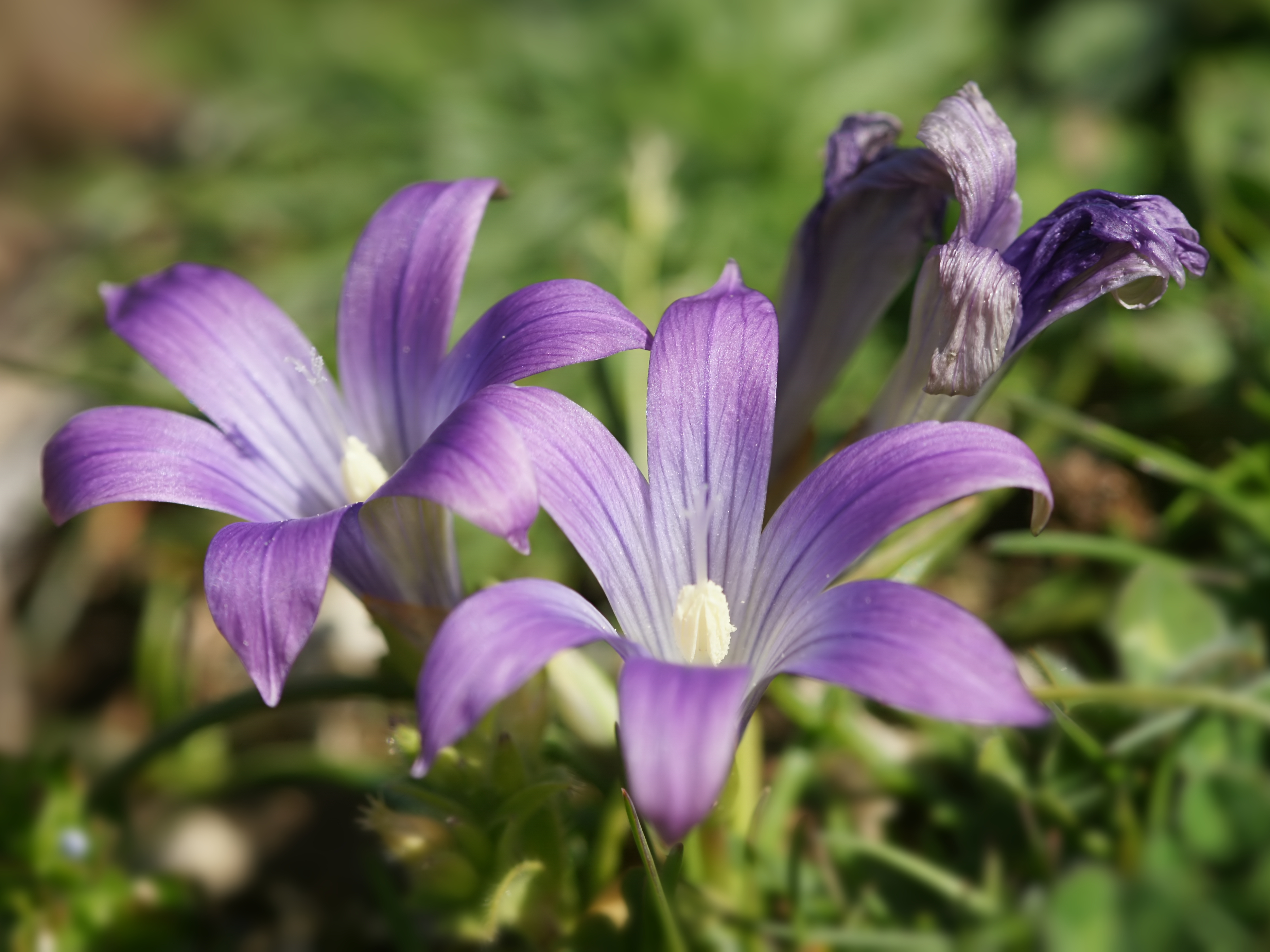
Romulea ligustica

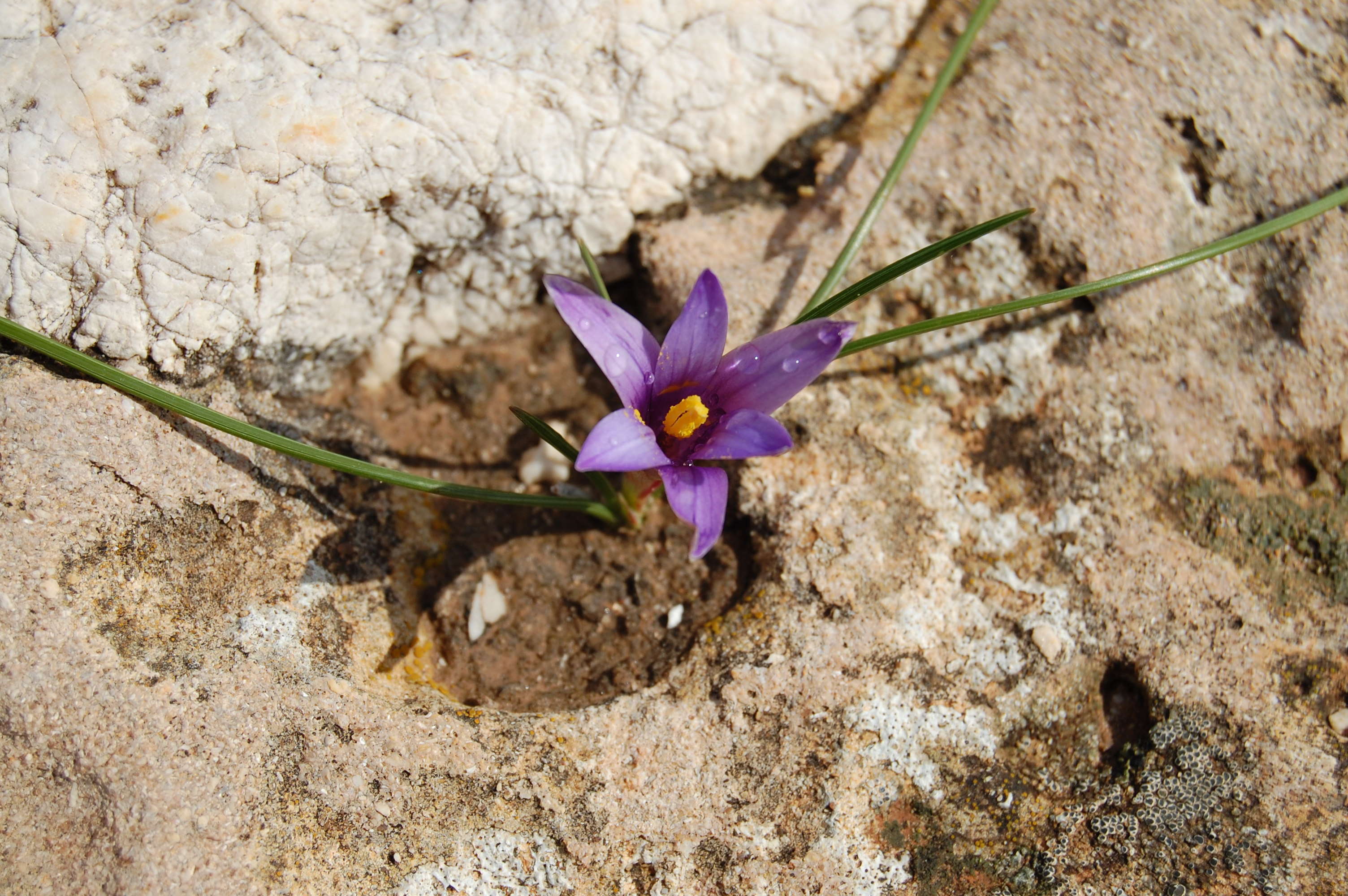
Romulea linaresii

PokrójByliny wyrastające ze zwykle skośnie rosnących bulwocebul, osiągające zwykle ok. 10 cm wysokości.
LiścieWąskie, czasem oskrzydlone, rzadko płaskie, zawsze bez srebrzystego paska pośrodku blaszki.
KwiatyPojedyncze, czasem z zalążnią znajdującą się poniżej poziomu gruntu. Wsparte są przysadkami. Okwiat efektowny, barwy czerwonej, jasnoniebieskiej, fioletowej lub białej. Sześć listków okwiatu podobnych jest wielkością, ale te z zewnętrznego okółka zwykle są ciemniej prążkowane. Wszystkie listki okółka u dołu zrastają się w rurkę. Pręciki są trzy. Zalążnia jest dolna, trójkomorowa, z licznymi zalążkami. Szyjka słupka pojedyncza, ale rozgałęzia się na trzy ramiona, nie spłaszczające się płatkowato.
OwoceTrójkomorowe torebki zawierające zwykle kulistawe nasiona.

## Systematyka
Rodzaj z plemienia Croceae, z podrodziny Crocoideae z rodziny kosaćcowatych (Iridaceae).
Wykaz gatunków
- Romulea albiflora J.C.Manning & Goldblatt
- Romulea albomarginata M.P.de Vos
- Romulea amoena Schltr. ex Bég.
- Romulea antiatlantica Maire
- Romulea aquatica G.J.Lewis
- Romulea arnaudii Moret
- Romulea atrandra G.J.Lewis
- Romulea austinii E.Phillips
- Romulea autumnalis L.Bolus
- Romulea barkerae M.P.de Vos
- Romulea biflora (Bég.) M.P.de Vos
- Romulea bifrons Pau
- Romulea bocchierii Frignani & Iiriti
- Romulea bulbocodium (L.) Sebast. & Mauri
- Romulea camerooniana Baker
- Romulea cedarbergensis M.P.de Vos
- Romulea citrina Baker
- Romulea clusiana (Lange) Nyman
- Romulea collina J.C.Manning & Goldblatt
- Romulea columnae Sebast. & Mauri
- Romulea congoensis Bég.
- Romulea corsica Jord. & Fourr.
- Romulea cruciata (Jacq.) Bég.
- Romulea cyrenaica Bég.
- Romulea dichotoma (Thunb.) Baker
- Romulea discifera J.C.Manning & Goldblatt
- Romulea diversiformis M.P.de Vos
- Romulea eburnea J.C.Manning & Goldblatt
- Romulea elliptica M.P.de Vos
- Romulea engleri Bég.
- Romulea eximia M.P.de Vos
- Romulea fibrosa M.P.de Vos
- Romulea fischeri Pax
- Romulea flava (Lam.) M.P.de Vos
- Romulea flexuosa Klatt
- Romulea florentii Moret
- Romulea gigantea Bég.
- Romulea gracillima Baker
- Romulea hallii M.P.de Vos
- Romulea hantamensis (Diels) Goldblatt
- Romulea hirsuta (Steud. ex Klatt) Baker
- Romulea hirta Schltr.
- Romulea jugicola M.P.de Vos
- Romulea kamisensis M.P.de Vos
- Romulea komsbergensis M.P.de Vos
- Romulea leipoldtii Marais
- Romulea ligustica Parl.
- Romulea lilacina J.C.Manning & Goldblatt
- Romulea × limbarae Bég.
- Romulea linaresii Parl.
- Romulea longipes Schltr.
- Romulea lutea J.C.Manning & Goldblatt
- Romulea luteiflora (M.P.de Vos) M.P.de Vos
- Romulea macowanii Baker
- Romulea maculata J.C.Manning & Goldblatt
- Romulea malaniae M.P.de Vos
- Romulea maroccana Bég.
- Romulea melitensis Bég.
- Romulea membranacea M.P.de Vos
- Romulea minutiflora Klatt
- Romulea monadelpha (Sweet ex Steud.) Baker
- Romulea montana Schltr. ex Bég.
- Romulea monticola M.P.de Vos
- Romulea multifida M.P.de Vos
- Romulea multisulcata M.P.de Vos
- Romulea namaquensis M.P.de Vos
- Romulea nivalis (Boiss. & Kotschy) Klatt
- Romulea numidica Jord. & Fourr.
- Romulea obscura Klatt
- Romulea papyracea Wolley-Dod
- Romulea pearsonii M.P.de Vos
- Romulea penzigii Bég.
- Romulea petraea Al-Eisawi
- Romulea phoenicia Mouterde
- Romulea pratensis M.P.de Vos
- Romulea ramiflora Ten.
- Romulea requienii Parl.
- Romulea revelieri Jord. & Fourr.
- Romulea rosea (L.) Eckl.
- Romulea rupestris J.C.Manning & Goldblatt
- Romulea sabulosa Schltr. ex Bég.
- Romulea saldanhensis M.P.de Vos
- Romulea sanguinalis M.P.de Vos
- Romulea saxatilis M.P.de Vos
- Romulea schlechteri Bég.
- Romulea setifolia N.E.Br.
- Romulea singularis J.C.Manning & Goldblatt
- Romulea sinispinosensis M.P.de Vos
- Romulea sladenii M.P.de Vos
- Romulea speciosa (Andrews) Baker
- Romulea sphaerocarpa M.P.de Vos
- Romulea stellata M.P.de Vos
- Romulea subfistulosa M.P.de Vos
- Romulea sulphurea Bég.
- Romulea syringodeoflora M.P.de Vos
- Romulea tabularis Eckl. ex Bég.
- Romulea tempskyana Freyn
- Romulea tetragona M.P.de Vos
- Romulea tortilis Baker
- Romulea tortuosa (Licht. ex Roem. & Schult.) Baker
- Romulea toximontana M.P.de Vos
- Romulea triflora (Burm.f.) N.E.Br.
- Romulea tubulosa J.C.Manning & Goldblatt
- Romulea unifolia M.P.de Vos
- Romulea vaillantii Quézel
- Romulea villaretii Dobignard
- Romulea vinacea M.P.de Vos
- Romulea viridibracteata M.P.de Vos
- Romulea vlokii M.P.de Vos